# الرصافة (الكوفة)
رُصَافَةُ الكُوفَة هو موضعٌ تاريخيٌّ بُني في عهد الخليفة العبَّاسي أبو جعفر المنصور. وهي قرب مدينة الكوفة في العراق.

## في الشعر
ذكر الشاعر الحسين بن السَّرِي الكوفي رصافة الكوفة في شعره، واصفًا خرابها وخراب ما جاورها من مواضع مثل الثَّوِيَّة والخورنق، فقال:

### فهرس المنشورات
1. 1 2  الحموي (1977)، ج. 3، ص. 49.

### معلومات المنشورات كاملة
الكتب مرتبة حسب تاريخ النشر
- ياقوت الحموي (1977)، معجم البلدان (ط. 1)، بيروت: دار صادر، OCLC:1014032934، QID:Q114913343